# Chrysler 300C

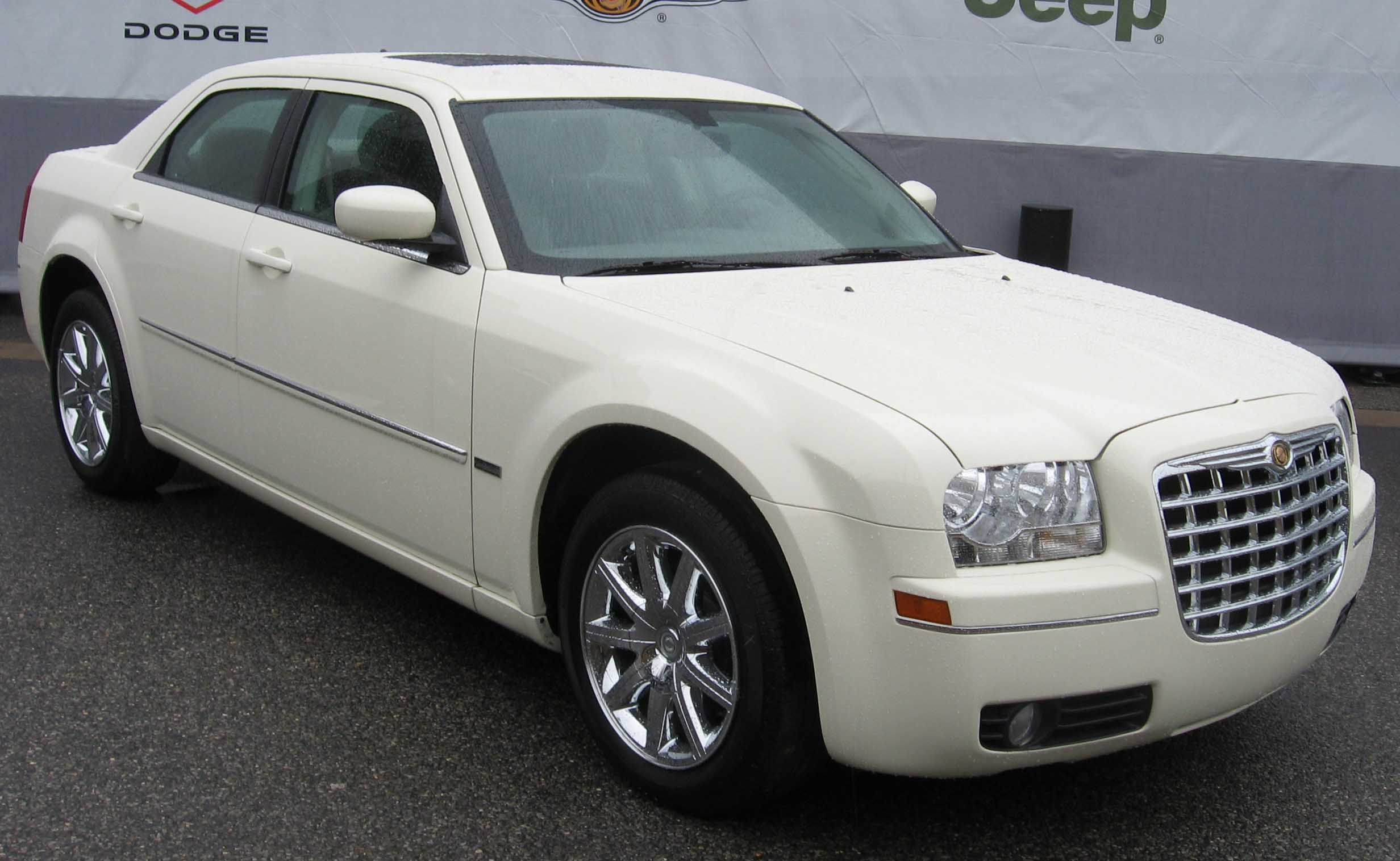
Chrysler 300. Let op de andere koplampen en voorbumper

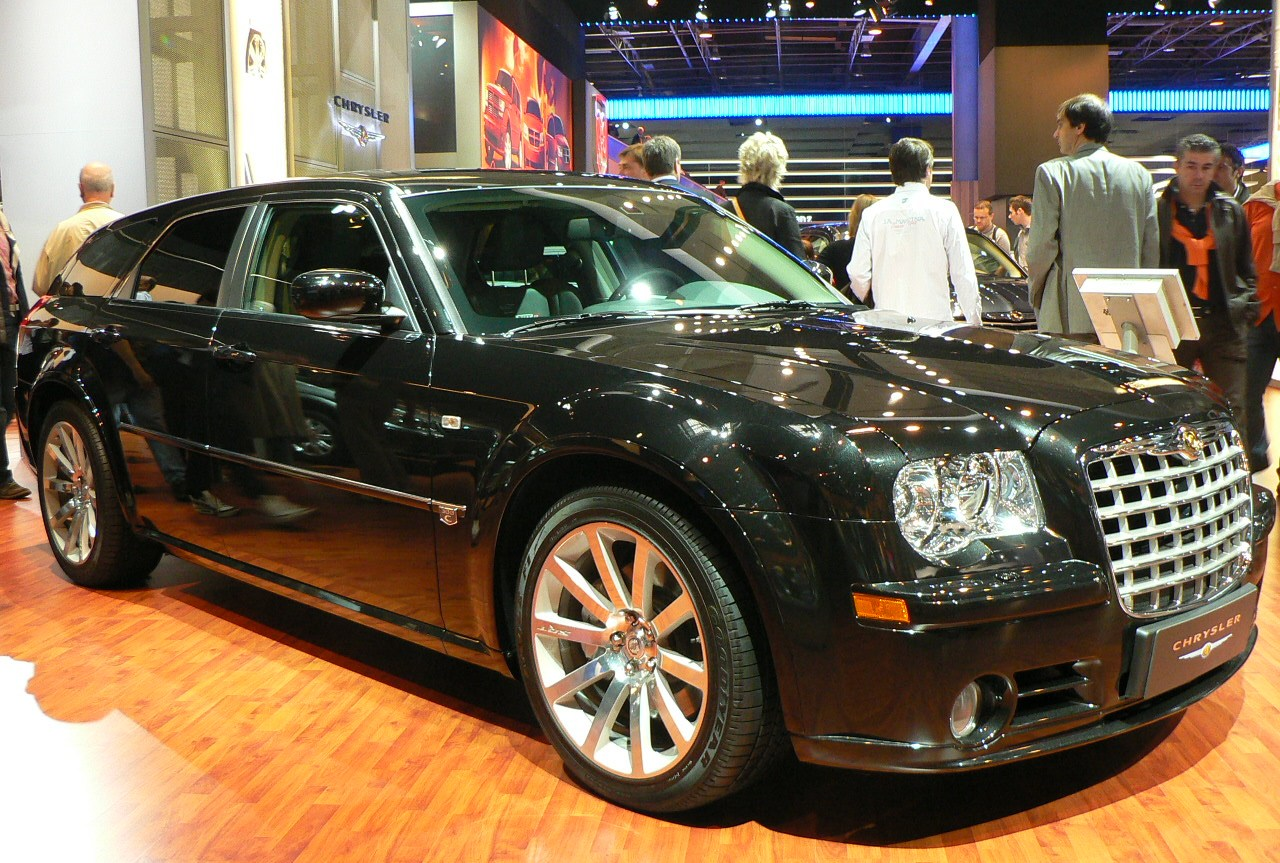
Chrysler 300C break in Parijs (2006)

De Chrysler 300C is een model van het Amerikaanse automerk Chrysler. De 300C is een luxueuze, sportieve, achterwielaangedreven sedan gebouwd op het Chrysler LX platform. De auto werd in 2003 voor het eerst gepresenteerd op de New York Auto Show als een prototype. In de lente van 2004 werd hij voor het eerst geïntroduceerd als een model voor 2005. Het ontwerp is van Ralph Gilles. Hij concurreert in de hogere middenklasse met onder andere de Mercedes-Benz E-Klasse en de BMW 5-serie.
In de Verenigde Staten wordt het basismodel de Chrysler 300 genoemd. Deze is te herkennen aan een minder luxueus interieur, eenvoudiger uitgevoerde koplampen/achterlichten en een gewijzigde voorbumper. De Chrysler 300 met het hoogste uitrustingsniveau en de V8-motor wordt in de Verenigde Staten de 300C genoemd. Voor Europa werd besloten om alle auto's het exterieur en het interieur van de 300C te geven, vandaar dat de auto (in Europa althans) alleen als 300C leverbaar is.
In de Verenigde Staten is de 300 alleen als sedan leverbaar en wordt de station-uitvoering als Dodge Magnum verkocht, die in vergelijking met de (Europese) 300C Touring sportiever is aangekleed. Alle Europese 300C-modellen werden tot 2010 door Magna Steyr in Graz, Oostenrijk gebouwd. In 2011 werd de opvolger van de 300C gepresenteerd (de Chrysler 300), die ook als Lancia Thema leverbaar is.
Huidige modellen:
Pacifica ·
Voyager / Town & Country
Recente modellen:
200 ·
300 ·
300M ·
Aspen ·
Cirrus ·
Concorde ·
Crossfire ·
Daytona ·
Dynasty ·
Imperial ·
Intrepid ·
LeBaron ·
LHS ·
Neon ·
New Yorker ·
Pacifica ·
Prowler ·
PT Cruiser ·
Saratoga ·
Sebring ·
Stratus ·
TC by Maserati ·
Vision
Historische modellen na de Tweede Wereldoorlog:
180 ·
300 ·
Avenger ·
Conquest ·
Cordoba ·
Fifth Avenue ·
Horizon ·
Laser ·
Newport ·
Royal ·
Sigma ·
Sunbeam ·
Turbine Car ·
Valiant ·
Windsor
Historische modellen voor de Tweede Wereldoorlog:
70 ·
72 ·
77 ·
Airflow ·
Airstream ·
Four ·
Six